# فرانکفورت (میشیگان)
فرانکفورت، میشیگان (به انگلیسی: Frankfort, Michigan) یک شهر در ایالات متحده آمریکا با جمعیت ۱٬۲۸۶ نفر است که در میشیگان واقع شده‌است.

## موقعیت جغرافیایی
موقعیت جغرافیایی شهرها و مناطق اطراف به شرح زیر است: